# 터보캐시
엔비디아의 터보캐시(TurboCache) 기술은 기판에 장착된 비디오 메모리와 메인보드에 장착된 메인 시스템 메모리 둘 다 사용하여 그래픽 카드가 프레임버퍼 메모리를 더 많이 사용할 수 있게 하는 방식을 말한다. 메인 메모리는 대역이 높은 PCI 익스프레스 버스를 사용하여 접근한다.
터보캐시는 그래픽 카드의 메모리 모듈의 양을 줄임으로써 비용을 줄이고 성능을 좋게 하기 위한 수단으로 개발되었다. 엔비디아에 따르면 터보캐시 기능이 있는 지포스 6200은 인텔 GMA보다 네 배 더 빠르게 수행할 것이라고 한다. 메인보드 내장형 그래픽을 사용하면 운영 체제는 내장형 그래픽이 메인 시스템 메모리를 가져가기 때문에 실제 물리 메모리의 양보다 더 적은 양을 표시하게 된다.
터보캐시는 지포스 6200부터 터보캐시를 도입하였으며 이때 얼마나 많은 양의 로컬 메모리를 터보캐시를 사용한 그래픽 카드로부터 사용하는지 소비자들 사이에 혼동이 일었다. 비디오 메모리와 메인 메모리 두 곳에서 가져가는 총 메모리는 16-128 메가바이트에 이른다. 마침내 엔비디아는 상품을 발표할 때 비디오 메모리 크기만 표기하였다.
터보캐시가 텍스처 렌더링 쪽에 상당한 양의 그래픽 메모리를 사용함으로써 3차원 게임의 품질을 개선할 수 있지만 많은 양의 시스템 메모리를 이용하는 게임의 성능(EA게임즈의 배틀필드 시리즈와 그 수정판들은 512MB-1GB 램을 일반적으로 소비한다)은 1GB 이하의 램이 장착된 시스템에서 극적으로 성능이 저하될 수 있다. 터보 캐시를 끄는 옵션은 엔비디아의 공식 드라이버에서 제공하는 것이 아니며 윈도 사용자의 레지스터리 수정을 통해 이룰 수 있다.
터보캐시를 이용하는 그래픽 카드는 비디오 메모리만을 사용하는, 그와 비슷한 그래픽 카드에서보다 속도가 느리며 3차원 벤치마크의 점수가 더 낮게 측정된다.

## 터보캐시를 공식 지원하는 그래픽 카드
- 지포스 6200 TC
- 지포스 6200 SE
- 지포스 7100GS
- 지포스 7200GS
- 지포스 7300LE
- 지포스 7300GS
- 지포스 Go 7400
- 지포스 7500LE
- 지포스 8400GS
- 지포스 8500GT
- 지포스 8600M GT의 특정 모델들
- 지포스 9500M GS
- 지포스 9600M GT
- 지포스 9600 GSO
- XFX 지포스 9500 GT

## 같이 보기
- 하이퍼메모리 - ATI 테크놀로지스가 사용한 비슷한 기술